# چیسی ملوین
چیسی ملوین (انگلیسی: Chasity Melvin؛ زادهٔ ۳ مهٔ ۱۹۷۶) بازیکن بسکتبال اهل ایالات متحده آمریکا است.